# Nodubothea nodicornis
Nodubothea nodicornis là một loài bọ cánh cứng trong họ Cerambycidae.